# Ishikawa (Okinawa)
Ishikawa (石川市 -shi) foi uma cidade japonesa localizada na província de Okinawa de 26 de Setembro de 1945 a 1 de Abril de 2005.
Em 2003, a cidade tinha uma população estimada em 22 126 habitantes e uma densidade populacional de 1 052,12 h/km². Tem uma área total de 21,03 km².
Recebeu o estatuto de cidade a 26 de Setembro de 1945. A cidade já não existe, depois de se tornar parte de Uruma.